# Skärgårdsteatern

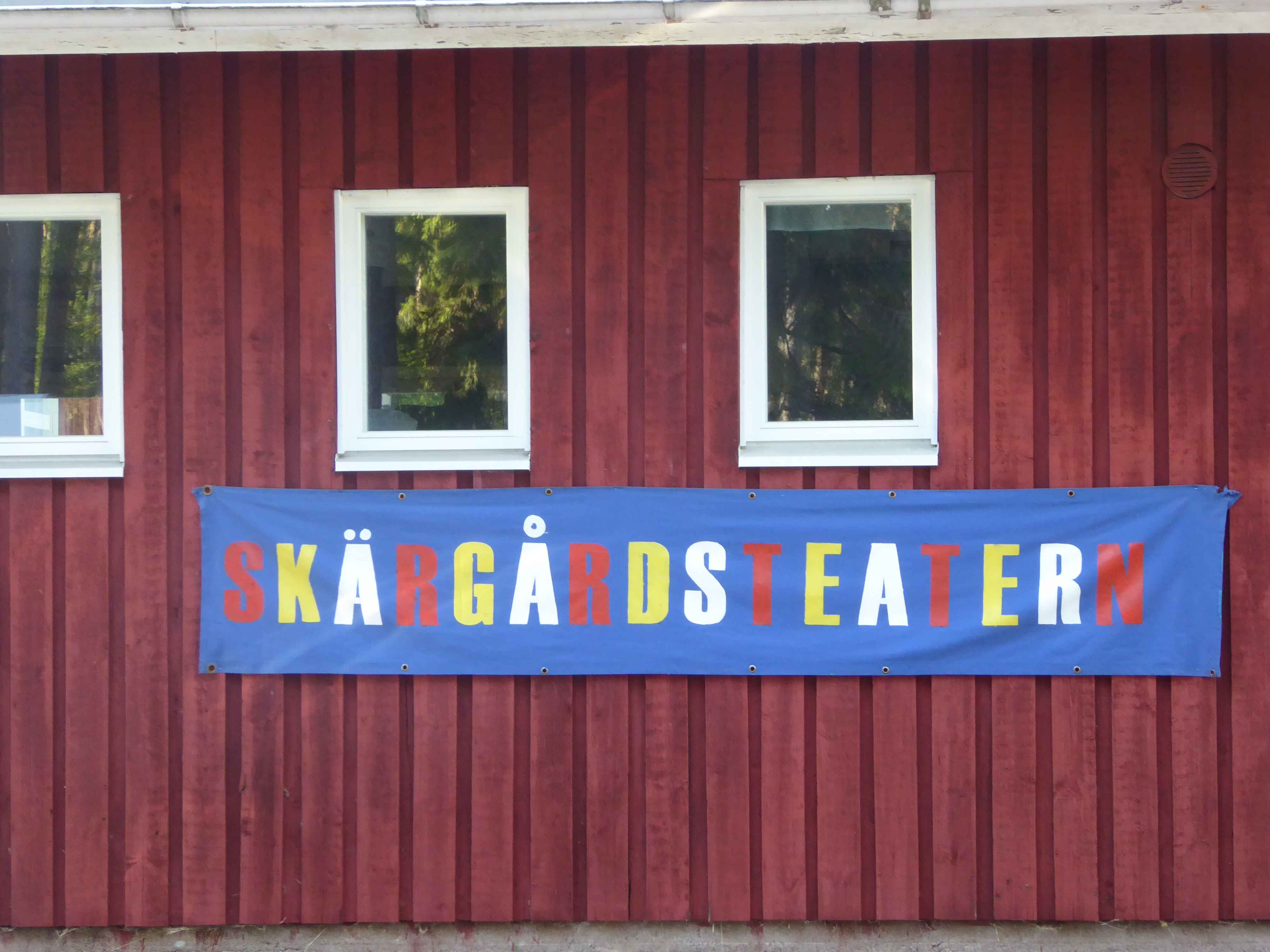
Skärgårdsteatern 2021, Trettondagsafton, Spjutsund

Skärgårdsteatern är en ambulerande sommarteater som uppträder på svenska i Finland, och har varit verksam sedan år 1969. År 2010 fick Skärgårdsteatern statspriset för scenkonst utdelat av Centret för konstfrämjande (Taike).

## Tidigare produktioner
- 2025 Bättre fäkta än illa fly!

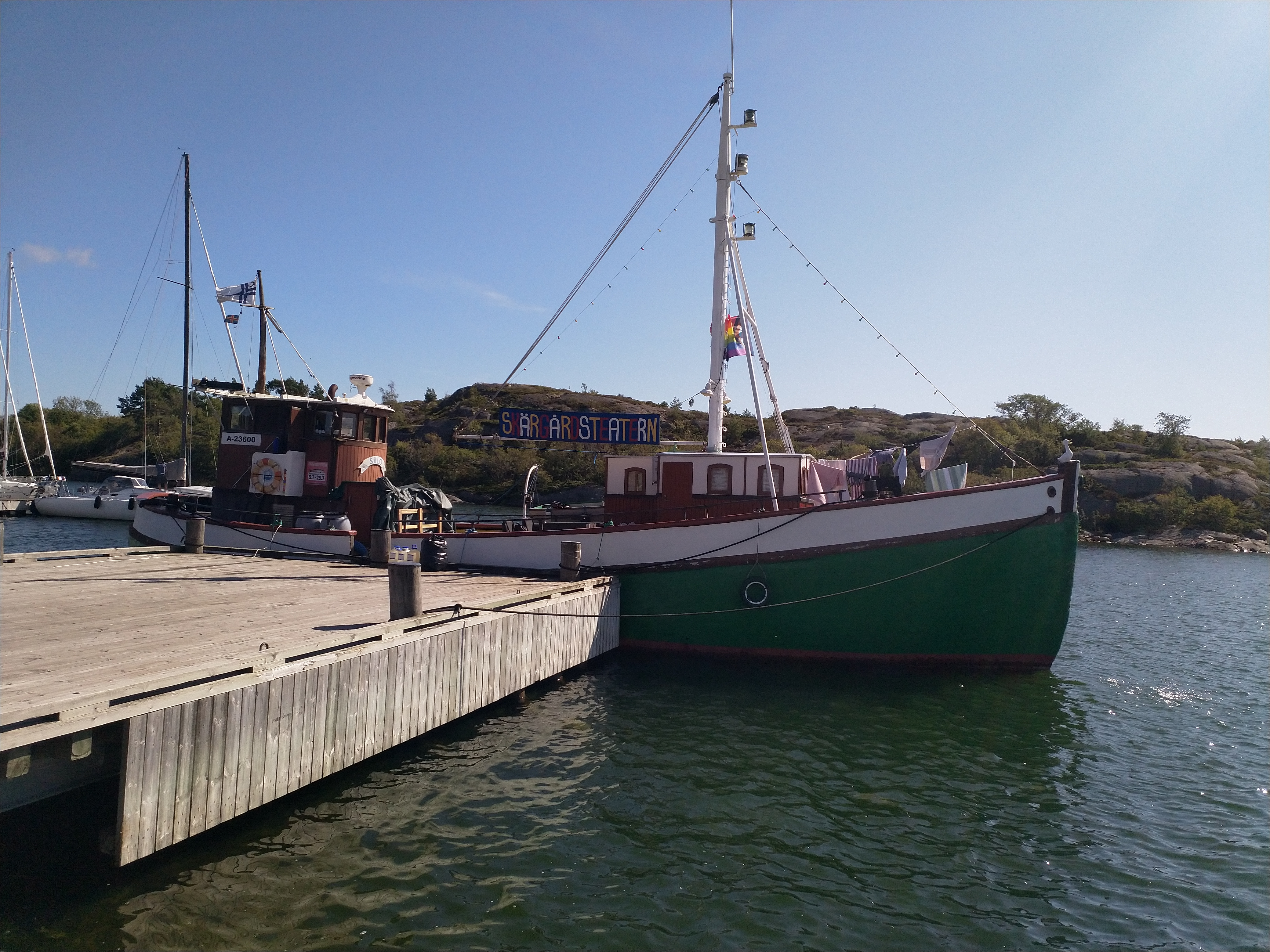
Skärgårdsteatern 2023, I lax och lust; Teaterskeppet m/s Sälö i Hellsö på Kökar/Åland

- 2024 Bellman - Är jag född så vill jag lefva
- 2023 I lax och lust
- 2022 Den lyckliga ön
- 2021 Trettondagsafton
- 2019 Jakob Dunderskägg
- 2018 Kung UBU
- 2017 Vi är på läger!
- 2016 Den nya gudomliga komedin
- 2015 Karlas krambambuli
- 2014 I Love You, You´re perfect, Now Change
- 2013 Sjunde Budet: Stjäl lite mindre!
- 2012 Nysningen
- 2011 Alice i Underlandet
- 2010 Först föds man ju
- 2009 Fylla sex
- 2008 Gitarristerna
- 2007 Hotel Paradiso
- 2006 Misantropen
- 2005 Pinocchio
- 2004 Förväxlingskomedin
- 2003 Solsting, eller vem ska fixa morfar
- 2002 Lilla Prinsen
- 2001 Don Juan
- 2000 Jag vill träffa Miossov
- 1999 Falska Frierier
- 1998 Stjärnfall
- 1997 Den italienska halmhatten
- 1996 Kung Ubu
- 1995 Den adelstokige borgaren
- 1994 Prästens familj
- 1993 Pappan och havet
- 1992 Den kaukasiska kritcirkeln
- 1991 Maratondansen
- 1990 Jorden runt på 80 dagar
- 1989 Troll i kulisserna
- 1986 Systrarna märks
- 1984 Mästerkatten i stövlar
- 1983 Faster
- 1982 Ett frieri och björnen
- 1981 Farbror Fedja, katten och hunden
- 1980 Läkare mot sin vilja
- 1979 Sjösonat
- 1973 Intriger och kärlek
- 1972 Mellan tvenne eldar
- 1971 Skärgårdssallad
- 1970 Kung Ubu
- 1969 Scapinos rackartyg